# Nižné Ladičkovce
Nižné Ladičkovce (in ungherese Alsólászlófalva, in tedesco Unter-Fladersdorf) è un comune della Slovacchia facente parte del distretto di Humenné, nella regione di Prešov.